# Tutti Frutti (canción)
Tutti Frutti es una canción de Little Richard junto con Dorothy LaBostrie, cuya primera grabación fue realizada en 1955.
Se han realizado varias transliteraciones de esta apertura. Nik Cohn en su libro sobre la historia de la música pop utilizó el título «Awopbopaloobop Alopbamboom» que supuestamente intentaba ser una parodia onomatopéyica de una introducción de tambor, y su duro sonido y asalvajada letra, se convirtió no solo en un modelo de muchas otras posteriores canciones de Little Richard, sino también en uno de los diferentes modelos de rock and roll. De acuerdo con el mismo Richard, la frase onomatopéyica del comienzo le habría venido como inspiración mientras trabajaba en la cocina de un restaurante lavando ollas. 
La canción introdujo varios de la mayor parte de los rasgos musicales característicos de la música rock, incluyendo su alto volumen y energía, haciendo hincapié en el estilo vocal y su compás y ritmo distintivos.
En 2007 un variado grupo de renombrados artistas eligieron Tutti Frutti en el primer lugar de las «100 canciones que cambiaron el mundo», de la revista Mojo, denominando a la canción «el sonido del nacimiento del rock and roll». La canción fue agregada al Registro Nacional de Grabaciones de la Biblioteca del Congreso de Estados Unidos en 2010, reivindicando la «vocalización única sobre el ritmo irresistible que anunció una nueva era en la música». En abril de 2012 la revista Rolling Stone declaró que la canción «todavía contiene lo que debe considerarse la letra de rock de mayor inspiración jamás registrada: “A wop bop alu bop, a wop bam boom!”».
La canción ha sido versionada por Elvis Presley, The Kinks, The Beatles, Queen y otros artistas.

## Versión de Elvis Presley
El 22 de marzo de 1956 RCA editó el EP "Elvis Presley" donde se incluía la versión de Elvis de la canción Tutti Frutti por primera vez. El EP logró ventas de 400.000 copias, algo inusual en esa época para un extended play y se lo certificó luego como disco de oro.   Ese mismo año Tutti Frutti sería una de las canciones del primer LP de Presley que a su vez contenía las cuatro canciones editadas en el EP anterior. 
La versión de Elvis es mucho más acelerada que la original y fue arreglada para ejecutarse con dos guitarras, contrabajo y batería, sin acompañamiento de piano ni solo de trompeta. Esta misma interpretación de Tutti Frutti en televisión logró hacer que el artista cruzara la barrera racial que había a nivel social durante esos años en los Estados Unidos, abriéndole las puertas a los artistas musicales afroamericanos.  El mismo Little Richard comentaría: «Elvis fue un integrador. Una bendición. No dejaban que la música negra apareciera y él nos abrió la puerta». 

## En la cultura popular
En el telefilm Elvis de John Carpenter, Kurt Russel, en su papel de Elvis, le canta Tutti Frutti a su entonces novia Priscilla mientras él está cumpliendo su servicio militar en Alemania.
Una de las versiones más recordadas de la canción dentro del séptimo arte es la interpretada por Val Kilmer en la película satírica de espías Top Secret. donde Kilmer asume el rol de un cantante norteamericano de nombre Nick Rivers que va a Alemania Oriental a participar de un concurso musical, encontrándose con un país aún dominado por rezagos del ejército alemán de la Segunda Guerra Mundial.